# Dichotomius texanus
Dichotomius texanus là một loài bọ cánh cứng trong họ Bọ hung (Scarabaeidae).